# Sericosura cyrtoma
Sericosura cyrtoma är en havsspindelart som beskrevs av Child, C.A. och M. Ségonzac 1996. Sericosura cyrtoma ingår i släktet Sericosura och familjen Ammotheidae. Inga underarter finns listade i Catalogue of Life.